# Festival Internacional de Cine de Cannes de 1978
El 31° Festival de Cannes se desarrolló entre el 16 y el 30 de mayo. En esta edición se introdujo la sección Un certain regard, que reemplazó Les yeux fertiles, que existió de 1975 a 1977, L'air du temps y Le passé composé. La Palma de Oro fue para El árbol de los zuecos de Ermanno Olmi y el Gran Premio del Jurado se otorgó ex aequo a Adiós al macho de Marco Ferreri y a El grito de Jerzy Skolimowski. El reconocimientó al Mejor Actor correspondió a Jon Voight por Coming Home, aquel a la Mejor Actriz se atribuyó a Jill Clayburgh por Una mujer descasada y a Isabelle Huppert por Violette Nozière. Por su parte, el premio al Mejor Director se otorgó a Nagisa Oshima por El imperio de la pasión.

## Jurado
- Alan J. Pakula (Estados Unidos) (presidente)
- Franco Brusati (Italia)
- François Chalais (Francia)
- Michel Ciment (Francia)
- Claude Goretta (Suiza)
- Andrei Konchalovsky (Unión Soviética)
- Harry Saltzman (Estados Unidos)
- Liv Ullmann (Sueia)
- Georges Wakhévitch (Francia)

## Películas en competición
- Adiós al macho de Marco Ferreri
- Bravo maestro de Rajko Grlić
- Coming Home de Hal Ashby
- Desesperación de Rainer Werner Fassbinder
- Die linkshändige Frau de Peter Handke
- Ecce bombo de Nanni Moretti
- El árbol de los zuecos de Ermanno Olmi
- El grito de Jerzy Skolimowski
- El imperio de la pasión de Nagisa Oshima
- El recurso del método de Miguel Littín
- Gritos de pasión de Jules Dassin
- Los ojos vendados de Carlos Saura
- Los restos del naufragio de Ricardo Franco
- Midnight Express de Alan Parker
- Molière de Ariane Mnouchkine
- Moy laskovyy i nezhnyy zver de Emil Loteanu
- Nieve que quema de Karel Reisz
- Pretty Baby de Louis Malle
- Spirala de Krzysztof Zanussi
- The Chant of Jimmie Blacksmith de Fred Schepisi
- Una mujer descasada de Paul Mazursky
- Una noche muy moral de Károly Makk
- Violette Nozière de Claude Chabrol

## Un certain regard
- Aika hyvä ihmiseksi de Rauni Mollberg
- Alyam, alyam de Ahmed El Maanouni
- Coronel Delmiro Gouveia de Geraldo Sarno
- El hombre de mármol de Andrzej Wajda
- Die Rückkehr des alten Herrn de Vojtěch Jasný
- Grand hôtel des palmes de Memè Perlini
- Hitler - ein Film aus Deutschland de Hans-Jürgen Syberberg
- Koko, le gorille qui parle de Barbet Schroeder
- Le dossier 51 de Michel Deville
- Nahapet de Henrik Malyan
- Ocaña, un retrato intermitente de Ventura Pons
- The New Klan: Heritage of Hate de Leslie Shatz, Eleanor Bingham
- Un balcon en forêt de Michel Mitrani

## Películas fuera de competición
- Dawn Of The Dead de George A. Romero
- Fedora de Billy Wilder
- The Last Waltz de Martin Scorsese

## Cortometrajes en competición
- Christmas Morning de Tiernan MacBride
- A Doonesbury Special de John Hubley
- Letter to a Friend de Sonia Hofmann
- Maladie de Paul Vecchiali
- Oh My Darling de Børge Ring
- The Oriental Nightfish de Ian Emes
- Le Serpentine d'oro de Anna Maria Tatò
- La Traversée de l'Atlantique à la rame de Jean-François Laguionie
- Uj lakok de Liviusz Gyulai

## Palmarés

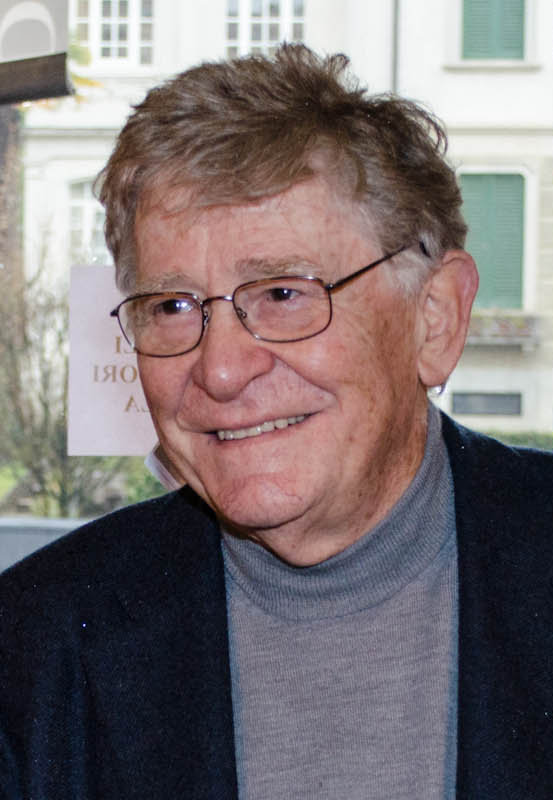
Ermanno Olmi, Palma d'Or

Los galardonados en las secciones oficiales de 1978 fueron:
- Palma de Oro: El árbol de los zuecos de Ermanno Olmi
- Gran Premio del Jurado:
  - Adiós al macho de Marco Ferreri
  - El grito de Jerzy Skolimowski
- Mejor Actor: Jon Voight por Coming Home
- Mejor Actriz:
  - Jill Clayburgh por Una mujer descasada
  - Isabelle Huppert por Violette Nozière
- Mejor Director: Nagisa Oshima por El imperio de la pasión
- Gran Premio Técnicoː Pretty Baby de Louis Malle
- Cámara de Oro: Alambrista! de Robert M. Young
- Palma de Oro al Mejor Cortometraje: La Traversée de l'Atlantique à la rame de Jean-François Laguionie
- Premio del jurado - Mejor cortometraje:
  - A Doonesbury Special de John Hubley, Faith Hubley y Garry Trudeau
  - Oh My Darling de Børge Ring
- Premio FIPRESCI:
  - El hombre de mármol de Andrzej Wajda (Unánime)
  - Fragrance of Wild Flowers de Srdjan Karanovic
- Premio del Jurado Ecuménico:
  - El árbol de los zuecos de Ermanno Olmi
  - Spirala de Krzysztof Zanussi